# 안중도서관
안중도서관은 경기도 평택시 안중읍 서동대로 1531 소재의 도서관이다.

## 연혁
- 2003년 11월 12일 기공
- 2005년 4월 25일 준공
- 2005년 5월 30일 개관(어린이, 종합자료실, 시청각실 등)
- 2005년 10월 18일 평생교육강좌 운영(배움터)
- 2005년 11월 22일 디지털 자료실/어학 강좌실 개실. 문자서비스, 메일링 서비스 실시. 평택시 도서관 통합 홈페이지 추진. 맞춤정보 서비스, 외부자원검색(z39,50). 3개관 분산 통합검색 웹 서비스 실시.
- 2006년 1월 1일 자료특화 서비스 실시. 청소년자료코너. 지역인물코너(향토자료). 만화상설도서관 설치(1,600권).
- 2006년 9월 주부 독서모임 ‘책타령’ 신설
- 2006년 10월 10일 노령층 평생교육프로그램 운영
- 2006년 12월 23일 우주체험관 개실.

## 이용 안내
이용 시간
휴관일 안내
- 첫째, 셋째 월요일
- 일요일을 제외한 법정공휴일(단, 일요일과 공휴일이 겹칠시에는 휴관함)
- 기타 관장이 부득이하게 필요하다고 인정하는 날